# Peau d'homme cœur de bête
Peau d'homme cœur de bête is een Franse dramafilm uit 1999 onder regie van Hélène Angel. Ze won met deze film de Gouden Luipaard op het filmfestival van Locarno.

## Verhaal
Christelle en haar zusje Aurélie wonen bij hun grootouders op het Franse platteland. Een bezoek door hun gewelddadige vader en later hun vijandige oom Coco voorspelt weinig goeds. Wanneer Coco in de stad een meisje vermoordt en nadien zijn moeder bewusteloos slaat, stapelen de problemen zich op.

## Rolverdeling
| Acteur             | Personage  |
| ------------------ | ---------- |
| Serge Riaboukine   | Francky    |
| Bernard Blancan    | Coco       |
| Pascal Cervo       | Alex       |
| Maaike Jansen      | Marthe     |
| Cathy Hinderchied  | Aurélie    |
| Virginie Guinand   | Christelle |
| Jean-Louis Richard | Tac Tac    |
| Guilaine Londez    | Annie      |